# 콜로라도 대학교
콜로라도 대학교(영어: University of Colorado)는 미국 콜로라도주에 위치한 대학들로써 1876년에 볼더에서 개교를 한 콜로라도 대학교 볼더(University of Colorado at Boulder)를 포함 콜로라도 대학교 콜로라도스프링(University of Colorado at Colorado Springs), 콜로라도 대학교 덴버(University of Colorado Denver) 현재 세 개의 대학교와, 콜로라도 대학교 덴버 근처의 오로라라는 도시에 안슈츠 의학 캠퍼스(Anschutz Medical Campus)라는 하나의 의학전문 대학교를 포함하여 총 4개의 체계로 되어있다.

- 콜로라도 대학교 볼더(University of Colorado at Boulder)
- 콜로라도 대학교 콜로라도스프링(University of Colorado at Colorado Springs)
- 콜로라도 대학교 덴버(University of Colorado Denver)
- 안슈츠 의학 캠퍼스(Anschutz Medical Campus)